# Nagashima (Kagoshima)
Nagashima (長島町?, Nagashima-chō) è una cittadina giapponese nella parte nord-occidentale della prefettura di Kagoshima. Il territorio comprende un insieme di isole, tra cui l'intera isola di Nagashima e altre vicine, come Shōrajima (諸浦島? しょうらじま) a nord, Ikarajima (伊唐島? いからじま) a nord-est e Shishijima (獅子島? ししじま) la più settentrionale.

## Geografia
Il territorio della cittadina è costituito per la maggior parte dall'isola di Nagashima che si trova a sud di Amakusa ed è connessa all'isola principale di Kyūshū tramite il Kuronoseto ōhashi (黒之瀬戸大橋?) (502 m), un ponte che collega l'isola alla città di Akune. Il Kuronoseto ōhashi, inaugurato nel 1974, è stato costruito sullo stretto di Kuronoseto (黒之瀬戸?) tra il Mare Yatsushiro (八代海?, Yatsushiro kai) e il Mar Cinese Orientale. Lo stretto è considerato uno dei grandi stretti del Giappone (annoverato a volte come uno dei tre grandi stretti), ed è citato nel Man'yōshū (III, 248) e dal poeta Ōtomo no Tabito (大伴 旅人?) per la sua spettacolarità.
 

L'isola principale è collegata anche a Shourajima, con il ponte Chichinose, e a Ikarajima, con il ponte Ikara ōhashi (伊唐大橋?) (675 m), inaugurato nel 1996. Shishijima è raggiungibile solo tramite nave e per questo rientra nella legge per lo sviluppo delle isole remote (離島振興法?, ritō shinkō-hō).

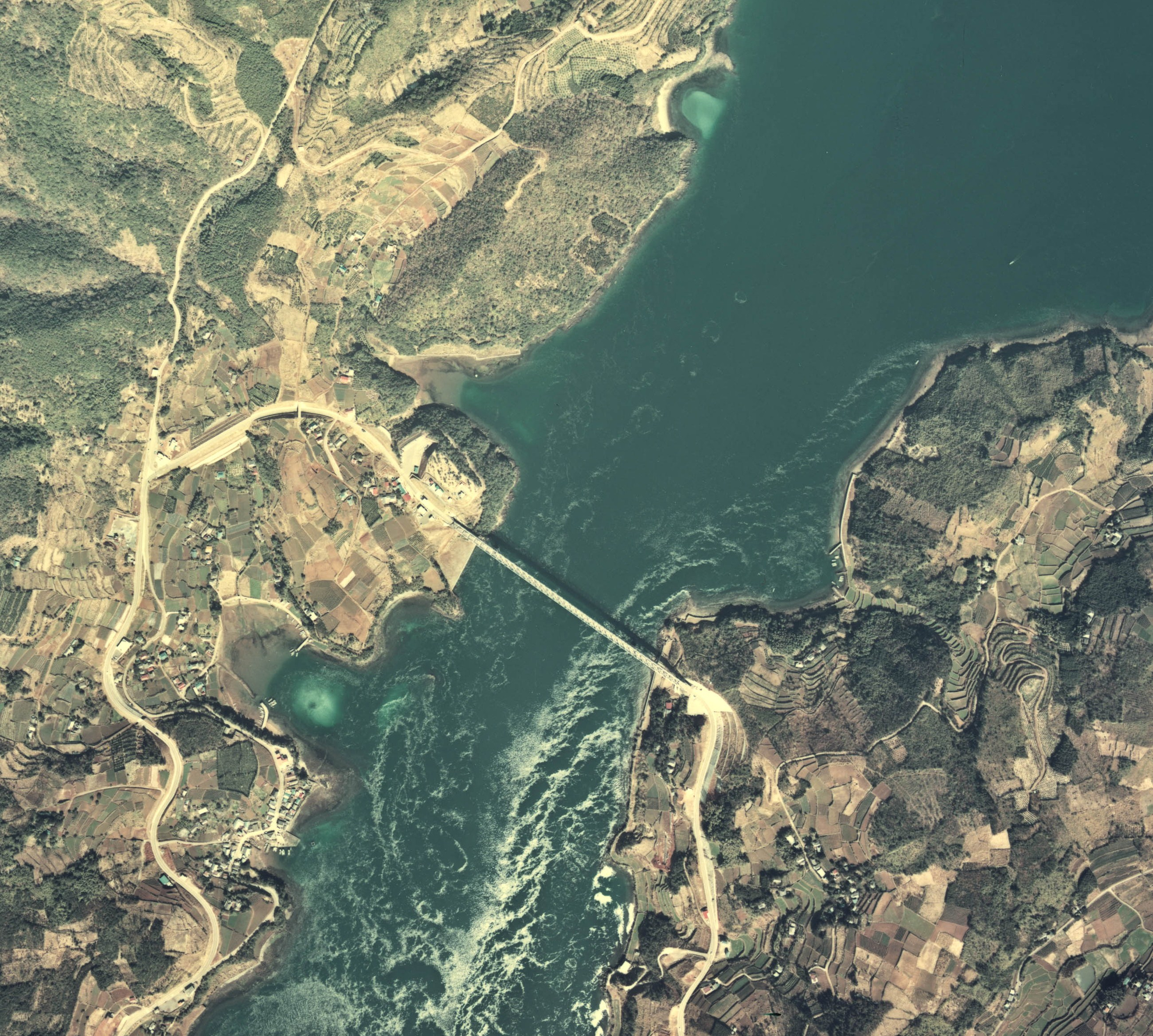
Lo stretto di Kuronoseto
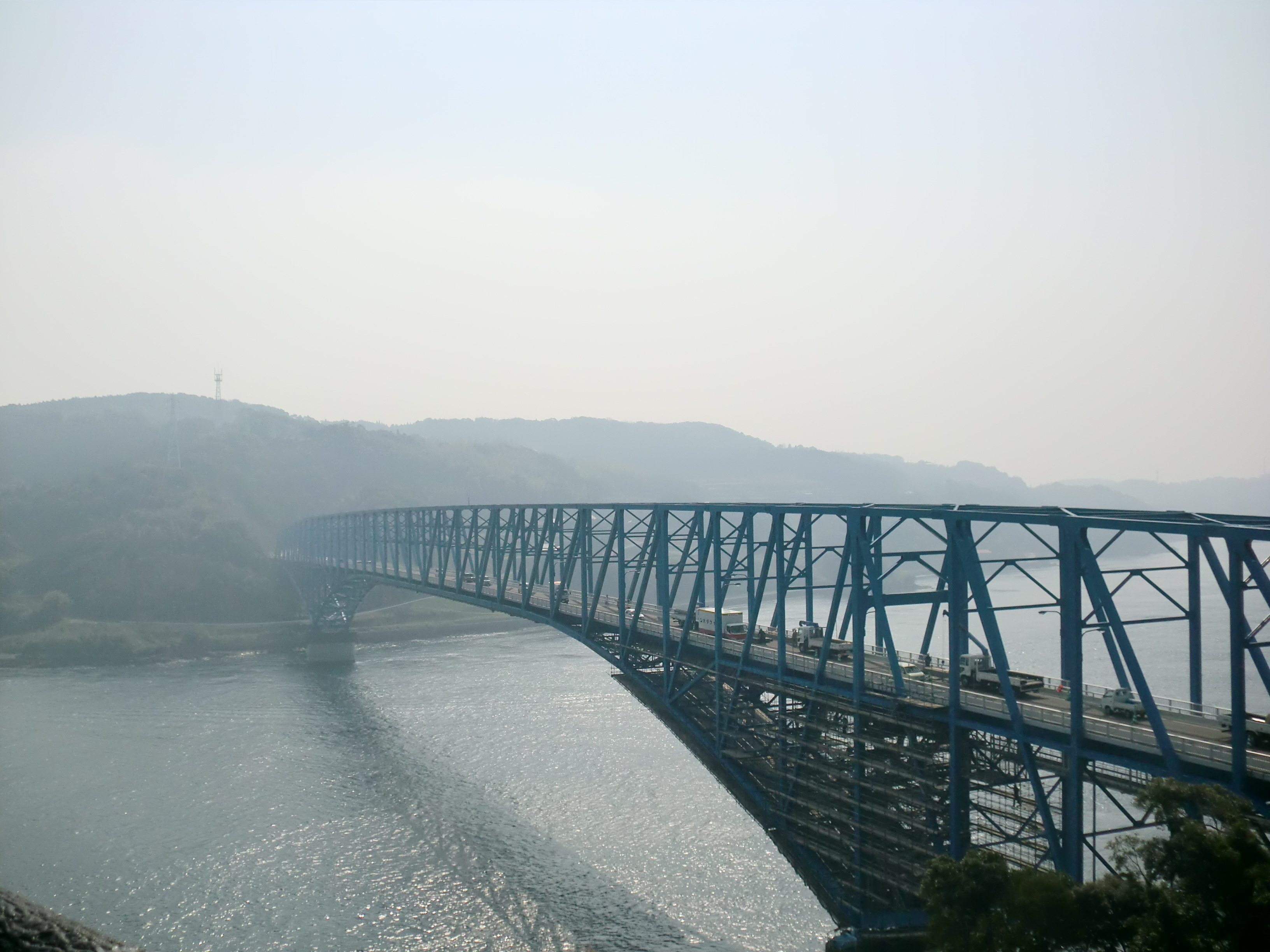
Il ponte Kuronoseto ōhashi
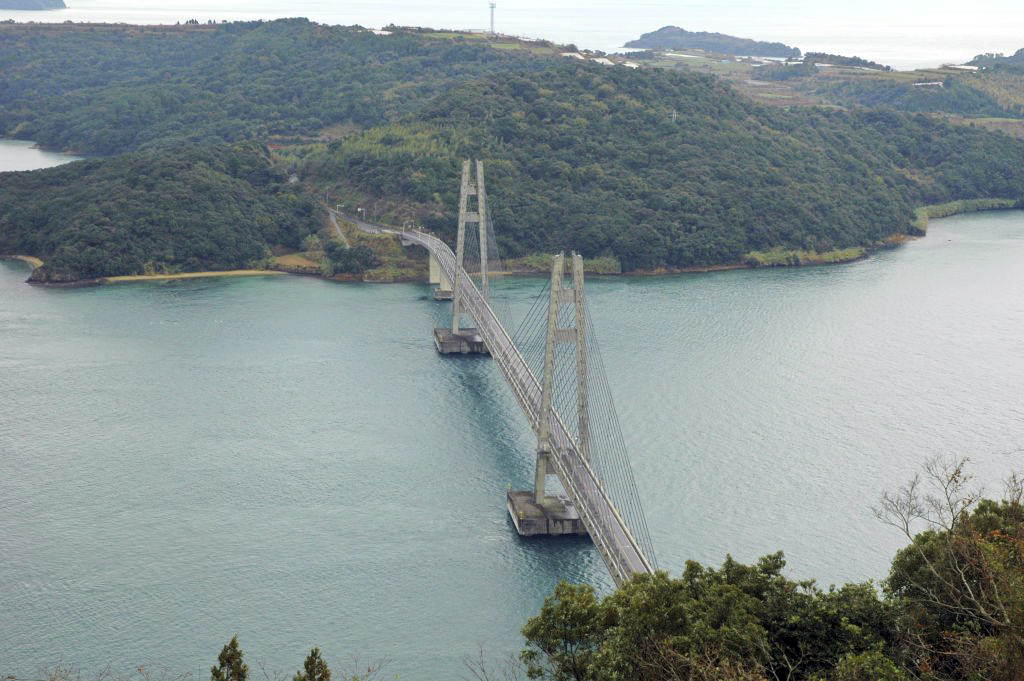
Il ponte Ikara ōhashi tra l'isola di Nagashima e l'isola Ikarajima
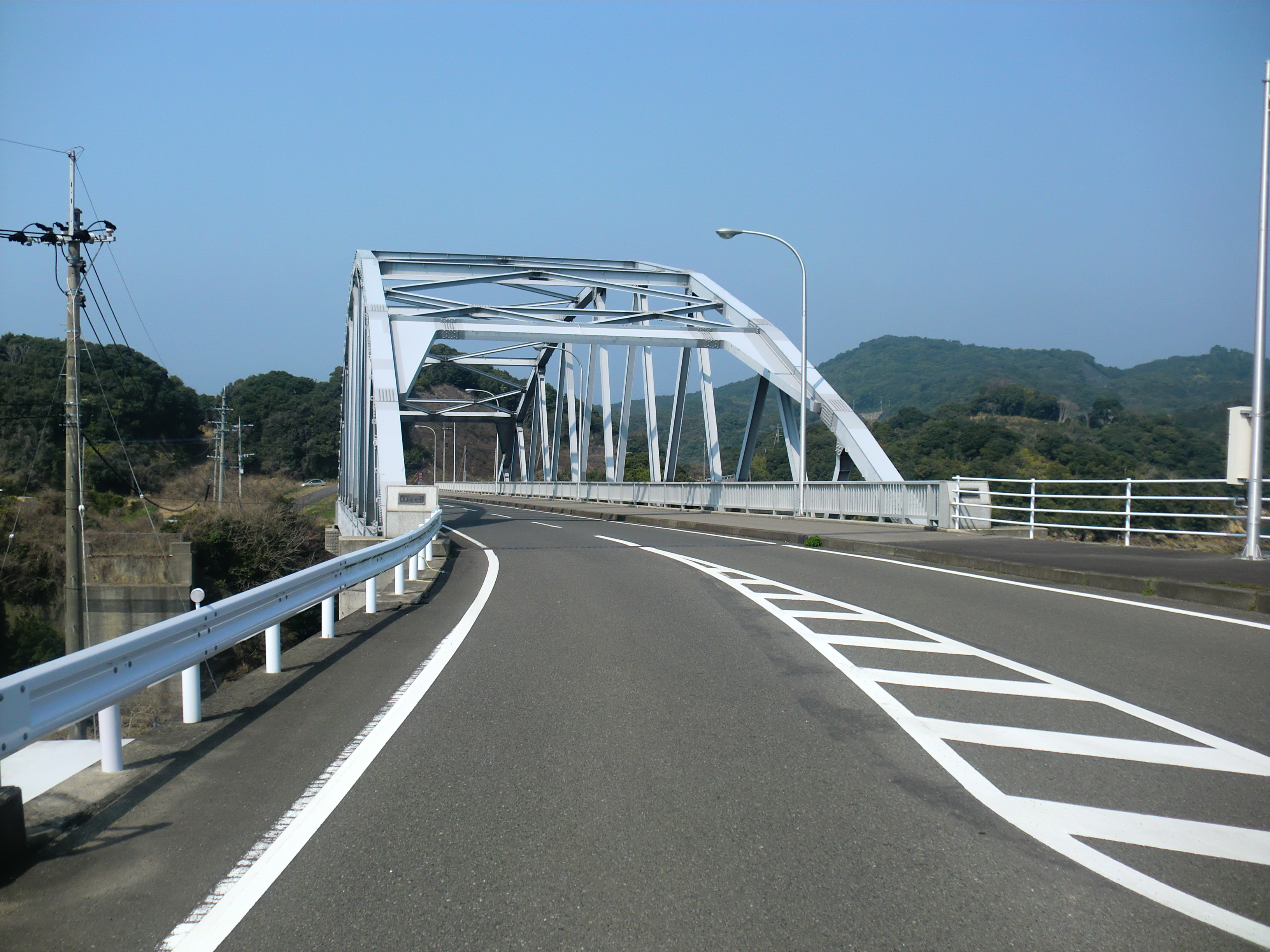
Il ponte di Chichinose tra l'isola di Nagashima e Shourajima

Il punto di altitutide massima è il monte Gyonindake (行人岳? ぎょうにんだけ) (394 m), sull'isola di Nagashima.

## Storia e luoghi di interesse
Sull'isola di Nagashima sono presenti numerosi tumuli funerari del periodo Kofun (300-538 d.C.) che fanno supporre che l'intera isola fosse anticamente una zona cimiteriale. Tra i tumuli degni di nota ci sono il piccolo gruppo di Hamasaki (小浜崎 古墳 群?, Ko Hamasaki kofun-gun) e il gruppo di Sasue (指江 古墳 群?, Sasue kofun-gun), costruiti tra il V e il VII secolo, e gruppo di Myōjin (明神 古墳 群?, Myōjin kofun-gun), una trentina di tombe scavate nelle colline nelle quali sono state ritrovate spade, ceramiche Sue (須恵器?, sueki) e ceramiche Haji (土師器?, hajiki).
Dal periodo Kamakura il territorio fu sotto il dominio del clan Nagashima (長島氏?, Nagashima-uji) che, nel periodo Nanboku-chō, costruì il castello di Dōzaki (長島氏?, Dōzakijō) sul lato ovest dell'isola di Nagashima. Nel 1565, durante il periodo Sengoku, la zona venne attaccata e occupata dal clan Shimazu (島津氏?, Shimazu-shi), e fu annessa alla provincia di Satsuma.

## Società ed economia
Secondo un censimento del 2015 la popolazione totale del territorio della cittadina di Nagashima (comprensivo delle isole di Nagashima, Shourajima, Ikarajima e Shishijima) è di 10431 persone.
Le attività principali sono la pesca e l'agricoltura. Di particolare rilievo sono le coltivazioni di agrumi, patate e patate dolci; la pesca di seriola quinqueradiata (ブリ?, buri) e la distillazione di liquore shōchū.